# 里瓦雷讷 (安德尔省)
里瓦雷讷（法語：Rivarennes，法語發音：[ʁivaʁɛn] ⓘ）是法国安德尔省的一个市镇，位于该省中南部偏西，属于勒布朗区。

## 地理
里瓦雷讷（46°38'8"N, 1°23'8"E）面积37.41 平方千米，位于法国中央-卢瓦尔河谷大区安德尔省，该省份为法国中部省份，北起卢瓦-谢尔省，西北接安德尔-卢瓦尔省，西南接维埃纳省，南至克勒兹省和上维埃纳省，东临谢尔省。
与里瓦雷讷接壤的市镇（或旧市镇、城区）包括：希特赖、吕兹雷、尼雷勒费龙、乌尔什、圣戈捷、特奈。

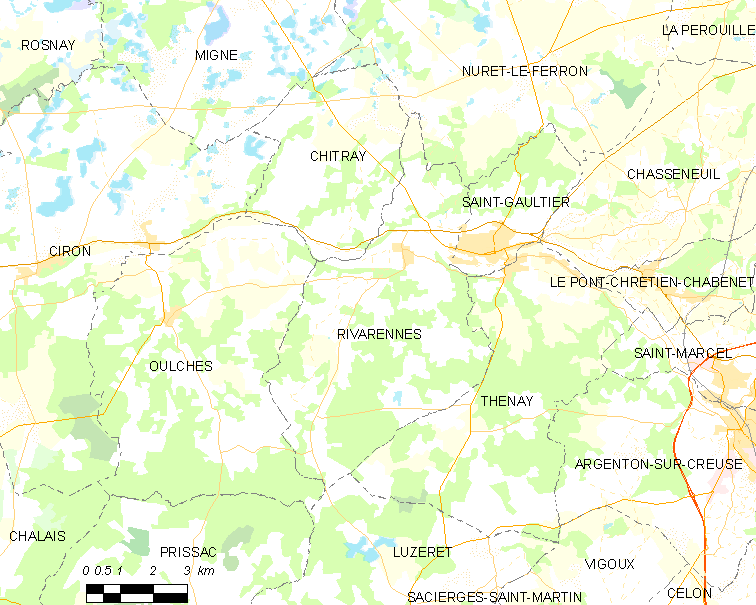
的OSM定位图

里瓦雷讷的时区为UTC+01:00、UTC+02:00（夏令时）。

## 行政
里瓦雷讷的邮政编码为36800，INSEE市镇编码为36172。

## 政治
里瓦雷讷所属的省级选区为圣戈捷县。

## 人口

1962-2008年间人口变化图示

里瓦雷讷于2022年1月1日时的人口数量为491人。